# Synagoga v Zalužanech
 Bývalá synagoga v Zalužanech  stojí ve dvoře domu čp. 34, na jihozápadní straně návsi. Vznikla pravděpodobně v třetině 19. století, později byla adaptována na dílnu s dosud dochovaným, pravděpodobně empírovým, exteriérem.